# Phare de Spring Point
Le phare de Spring Point (en anglais : Spring Point Ledge Light) est un phare à caissons actif situé à Spring Point dans un chenal du port de South Portland dans le Comté de Cumberland (État du Maine).
Il est inscrit au Registre national des lieux historiques depuis le 21 janvier 1988 .

## Histoire
Le gouvernement a construit le phare en 1897 après que sept compagnies de navires à vapeur aient déclaré que bon nombre de leurs navires s'étaient échoués à Spring Point Ledge. Le Congrès avait initialement alloué 20 000 dollars à sa construction, bien que le coût total de la tour ait finalement été de 45 000 dollars en raison de problèmes de tempête et de ciment de mauvaise qualité. Le phare comportait une cloche de brume qui retentissait deux fois toutes les 12 secondes et une lanterne munie d’une lentille de Fresnel du cinquième ordre, allumée pour la première fois par le gardien 'William A. Lane le 24 mai 1897.
Des améliorations ont été apportées au phare au cours du XXe siècle. Il a été électrifié en 1934 et en 1951, un brise-lames de granit a été construit afin de relier le phare au continent. Le phare appartenait à l'origine aux États-Unis et était exploité par la United States Coast Guard. Cependant, le 28 avril 1998, le Maine Lights Selection Committee a approuvé le transfert de la propriété de la tour au Spring Point Ledge Light Trust , l’USCG ne conservant que le feu et le signal de brouillard. Le 22 mai 1999, Spring Point Ledge Light a été ouvert au public pour la première fois de son histoire. Tous les jours d’été, c’est un endroit très prisé des familles pour pique-niquer et observer les bateaux sur le brise-lames ou pour les pêcheurs de passer l’après-midi à pêcher du poisson. Adjacent au phare, les visiteurs pourront également visiter le vieux Fort Preble (en), le campus du Southern Maine Community College, et visiter une petite boutique de souvenirs. Il s’agit du seul phare à caissons du Maine à conserver sa galerie inférieure et son auvent qui est visitable le week-end, de fin mai à début septembre. L'intérieur a été restauré et meublé avec des meubles d'époque.

## Description
Le phare  est une tour cylindrique en brique, avec trois galeries et une lanterne de 16,5 m de haut. La tour est peinte en blanc et la lanterne est noire. Il émet, à une hauteur focale de 16,5 m, un éclat blanc de 0.6 seconde par période de 6 secondes. Sa portée est de 12 milles nautiques (environ 22 km). Il possède aussi deux feu à secteursrouges, couvrant le chenal avec une portée de 10 milles nautiques (environ 19 km).
Il est aussi équipé d'une corne de brume émettant un blast par période de 10 secondes.

## Caractéristiques dufeu maritime
Fréquence : 6 secondes (W)
- Lumière : 0,6 seconde
- Obscurité : 5,4 s

Identifiant : ARLHS : USA-785 ; USCG : 1-7610 - Amirauté : J0195 .
|                    |
| Spring Point Ledge |

|                        |
| Le phare et Fort Peble |

### Lien connexe
- Liste des phares du Maine